# 포이어바흐 테제

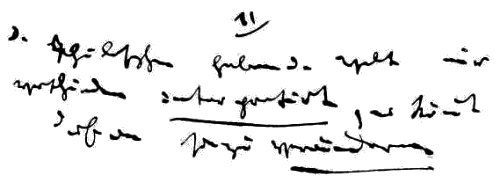
마르크스의 친필 테제.

「포이어바흐 테제」(독일어: "Thesen über Feuerbach")는 1845년 카를 마르크스가 『독일 이데올로기』 제1장 초고 여백에 낙서한 11문장의 짤막한 철학수고(手稿)다. 『독일 이데올로기』와 마찬가지로 「포이어바흐 테제」 또한 마르크스 생전에는 세상에 알려지지 않았고, 1888년 프리드리히 엥겔스가 『포이어바흐론』 권말부록으로 처음 출간했다.
1845년 2월, 마르크스는 프랑스 외무장관 프랑수아 기조의 정책 때문에 프랑스에서 쫓겨났다. 이후 벨기에 브뤼셀에 정착한 마르크스는 4월에 엥겔스와 합류해 역사적 유물론 개념을 형성하기 시작했다.
마르크스는 이 새로운 역사철학을 상술하는 책으로서 『독일 이데올로기』 초고를 저술했다. 그 과정에서 초고 여백에 루트비히 포이어바흐에 관한 11가지 생각을 메모한 것이 바로 「포이어바흐 테제」다.  포이어바흐는 청년헤겔학파 철학자로, 마르크스는 포이어바흐를 당대의 가장 현대적인 유물론자라고 여겼다. 그러나 마르크스는 포이어바흐의 철학적 통찰이 정치적 결론으로 이어지지 못한다는 점에서 불만을 가졌다. 
11가지 「테제」에서 마르크스는 "인간의 정수"를 경제적이고 사회적인 관계가 아니라 고립과 추상에서 찾으려 한 청년헤겔학파의 관조적 유물론을 날카롭게 비판한다. 마르크스는 종교적 신앙의 기원을 이해하는 것은 종교적 신앙을 말살시키기에 충분하지 않으며, 그것을 말살시키기 위해서는 종교적 신앙을 가능하게 하는 사회경제적 구조를 변혁시켜야 한다고 주장한다. 이런 의미로 마르크스는 마지막 제11테제를 유명한 문장으로 끝맺는다. “지금까지 철학자들은 세계를 다양한 방식으로 해석해 오기만 했다. 하지만 중요한 것은 세계를 변혁시키는 것이다.” 독일 관념론의 “비판”적 태도를 계승하면서 그 비판정신이 실천적, 유물론적, 정치적 차원으로 이행해야 한다고 선언한 것이다.

## 같이 보기
- 청년 마르크스
- 마르크스주의
- 청년 헤겔주의
- 독일 관념론
- 유물론